# Embiotoca jacksoni
Espèce
Embiotoca jacksoni est une espèce de poissons appartenant à la famille des Embiotocidés.